# Nhóm sulfhydryl
Trong hóa hữu cơ, nhóm sulfhydryl hay nhóm thiol là một nhóm chức bao gồm hai nguyên tử lưu huỳnh và hiđrô (-SH). Nó là gốc lưu huỳnh tương tự như nhóm hydroxyl -OH tìm thấy trong các loại rượu. Các hợp chất hữu cơ chứa nhóm thiol được biết đến như là các thiol hay như trước đây vẫn gọi là mecaptan.
Do lưu huỳnh và oxy thuộc về cùng một nhóm trong bảng tuần hoàn các nguyên tố nên chúng chia sẻ một số thuộc tính liên kết hóa học tương tự nhau. Vì thế các tính chất hóa học của các hợp chất chứa nhóm sulfhydryl là tương tự như của các rượu; các thiol tạo ra các thioête, thioaxêtal và thioeste, trong đó các nguyên tử oxy có nguồn gốc trong rượu được thay thế bằng nguyên tử lưu huỳnh trong các hợp chất tương tự chứa oxy là ête, axêtal và este.
Nguyên tử lưu huỳnh trong nhóm sulfhydryl có ái lực hạt nhân hơn so với nguyên tử oxy trong rượu. Nhóm S-H có tính axít rõ nét (pKa thông thường khoảng 10-11), vì thế khi ở trong môi trường base thì các anion thiolat được tạo ra và nó là anion có ái lực hạt nhân rất mạnh. Nhóm (hoặc anion tương ứng của nó) dễ bị oxy hóa bởi các chất oxy hóa như brom, tạo ra disulfua hữu cơ R-S-S-R, hoặc bởi các chất oxy hóa mạnh hơn như natri hypoclorit, tạo ra các axít sulfonic R-SO3H.
Do có sự chênh lệch về độ âm điện nhỏ giữa lưu huỳnh và hiđrô, liên kết S-H trên thực tế gần như là liên kết cộng hóa trị không phân cực. Các thiol ít bị liên kết bởi các liên kết hiđrô. Chúng có điểm sôi thấp hơn và hòa tan ít hơn trong nước và các dung môi phân cực khác khi so sánh với rượu có cùng một gốc.
Trong vai trò nhóm chức của amino acid cystein, nhóm sulfhydryl đóng vai trò quan trọng trong các hệ sinh vật. Khi các nhóm sulfhydryl của hai phần còn lại của cystein (trong đơn phân tử hay trong khối đa phân tử) được đưa lại gần nhau trong quá trình tạo protein, phản ứng oxy hóa có thể tạo ra một đơn vị cystin với liên kết disulfua (-S-S-). Các liên kết disulfua có thể góp phần vào cấu trúc cấp ba của protein nếu như các cystein là một phần của cùng một chuỗi peptit, hoặc góp phần vào cấu trúc cấp bốn của các protein nhiều đơn vị bằng cách tạo ra các liên kết không cộng hóa trị tương đối mạnh giữa các chuỗi peptit khác nhau. Các nhóm sulfhydryl trong vị trí hoạt động của enzym cũng có thể tạo ra các liên kết không cộng hóa trị với chất nền của enzym, góp phần vào hoạt động xúc tác.